# 沈在宽
沈在寬（？—1732年），浙江湖州府烏程縣人，清朝初年作家。
沈在宽是吕留良再传弟子。在乡里教授私塾。跟随师父严鸿逵进行反清活动。所作诗集称陆沈不必由洪水，谁为神州理旧疆。雍正六年（1728年），因为曾静案被捕入狱，定案后被杀死。